# Pascual Perez (photographe)
Pour les articles homonymes, voir Perez et Pascual Perez.
Pascual Pérez Rodríguez (Valence, 16 février 1804 - Valence, 29 janvier 1868), écrivain et journaliste espagnol, est l'un des premiers photographes primitifs qui exercèrent en Espagne. Il est considéré comme celui qui introduisit le daguerréotype en Espagne.

## Collections
- Collection de la duchesse de Berry.